# جوان (اسم)
جوان اسم علم مؤنث، وهو الشهر السادس من الشهور الشمسية الغربية كما يطلق أيضًا على المذكر.